# Olivet (Mayenne)
Pour les articles homonymes, voir Olivet.
Olivet est une commune française, située dans le département de la Mayenne en région Pays de la Loire, peuplée de 406 habitants.
La commune fait partie de la province historique du Maine, et se situe dans le Bas-Maine.

## Géographie

### Climat
Pour des articles plus généraux, voir Climat des Pays de la Loire et Climat de la Mayenne.
En 2010, le climat de la commune est de type climat océanique franc, selon une étude du CNRS s'appuyant sur une série de données couvrant la période 1971-2000. En 2020, Météo-France publie une typologie des climats de la France métropolitaine dans laquelle la commune est exposée à un climat océanique et est dans la région climatique  Bretagne orientale et méridionale, Pays nantais, Vendée, caractérisée par une faible pluviométrie en été et une bonne insolation. 
Pour la période 1971-2000, la température annuelle moyenne est de 11,1 °C, avec une amplitude thermique annuelle de 13,6 °C. Le cumul annuel moyen de précipitations est de 816 mm, avec 13,2 jours de précipitations en janvier et 7,5 jours en juillet. Pour la période 1991-2020, la température moyenne annuelle observée sur la station météorologique de Météo-France la plus proche, sur la commune de Launay-Villiers à 7 km à vol d'oiseau, est de 11,6 °C et le cumul annuel moyen de précipitations est de 862,6 mm,. Pour l'avenir, les paramètres climatiques de la commune estimés pour 2050 selon différents scénarios d'émission de gaz à effet de serre sont consultables sur un site dédié publié par Météo-France en novembre 2022.

## Urbanisme

### Typologie
Au 1er janvier 2024, Olivet est catégorisée commune rurale à habitat dispersé, selon la nouvelle grille communale de densité à sept niveaux définie par l'Insee en 2022.
Elle est située hors unité urbaine. Par ailleurs la commune fait partie de l'aire d'attraction de Laval, dont elle est une commune de la couronne,. Cette aire, qui regroupe 66 communes, est catégorisée dans les aires de 50 000 à moins de 200 000 habitants,.

### Occupation des sols
L'occupation des sols de la commune, telle qu'elle ressort de la base de données européenne d’occupation biophysique des sols Corine Land Cover (CLC), est marquée par l'importance des territoires agricoles (59,2 % en 2018), une proportion sensiblement équivalente à celle de 1990 (58,5 %). La répartition détaillée en 2018 est la suivante : forêts (34,9 %), prairies (33 %), terres arables (19,9 %), zones agricoles hétérogènes (6,3 %), milieux à végétation arbustive et/ou herbacée (4,9 %), eaux continentales (0,9 %). L'évolution de l’occupation des sols de la commune et de ses infrastructures peut être observée sur les différentes représentations cartographiques du territoire : la carte de Cassini (XVIIIe siècle), la carte d'état-major (1820-1866) et les cartes ou photos aériennes de l'IGN pour la période actuelle (1950 à aujourd'hui).

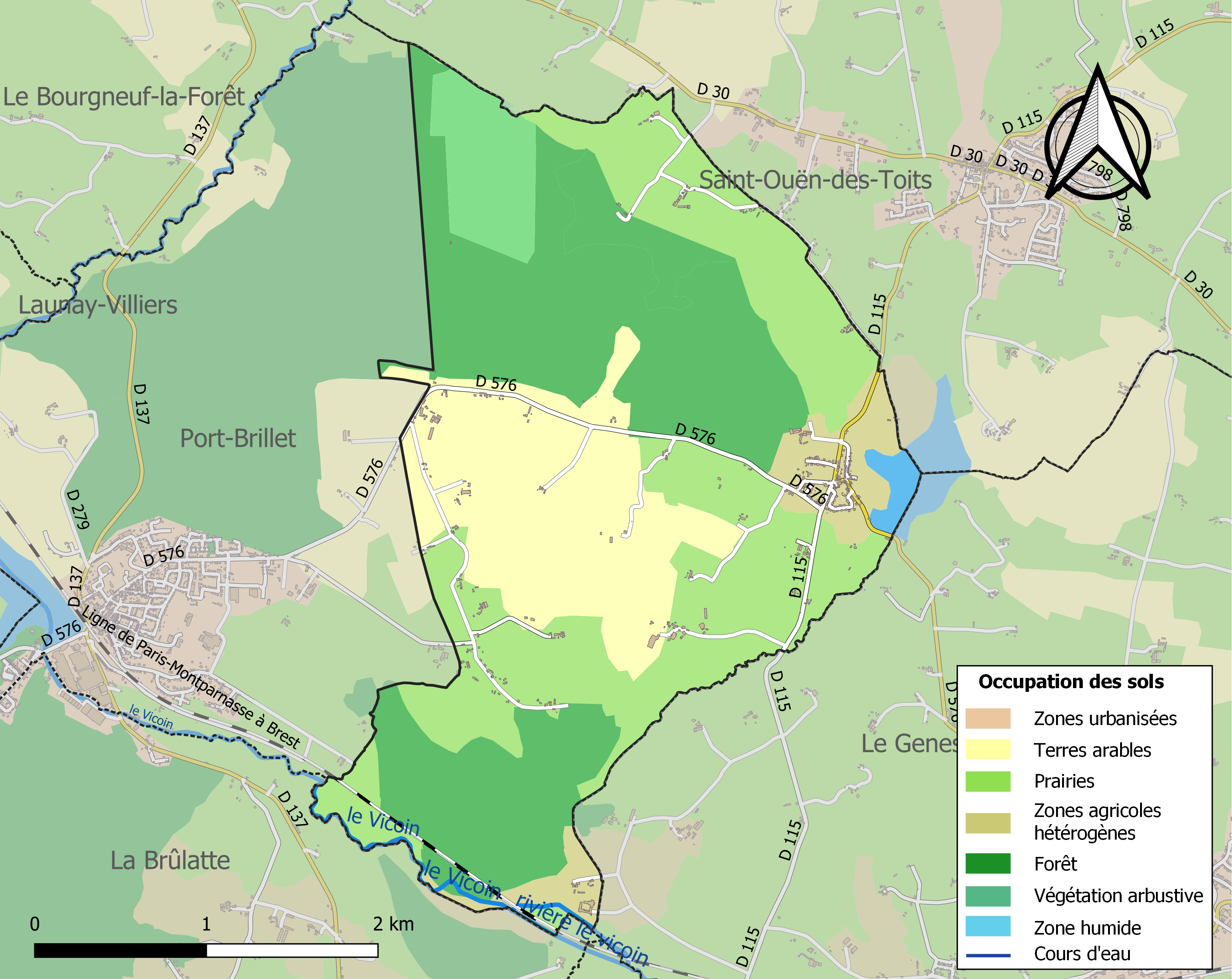
Carte des infrastructures et de l'occupation des sols de la commune en 2018 (CLC).

## Histoire
Olivet existerait depuis la fin du IXe siècle, époque à laquelle le château de Laval est construit et la forêt de Concise défrichée. Le village se développe rapidement, notamment grâce aux seigneurs de Laval. L’un de leurs châteaux y est même bâti, le château d’Olivet, avant d’être détruit par les Anglais en 1428. Olivet garde toujours un lien fort avec Laval, et devient un lieu de chasse et de spiritualité pour la famille noble locale.
Vers 1152, l’abbaye de Clairmont est fondée. C’est un monastère cistercien, abritant une communauté de moines qui vivent simplement, en prière et en travaillant la terre. Elle devient un lieu important de la vie religieuse locale.
En 1198, Guy VI de Laval fait construire un petit monastère : le prieuré Saint-Jean. Celui-ci organise la vie religieuse du village. Il possédait une chapelle aujourd’hui disparue, mais les ailes nord et ouest du bâtiment sont toujours visibles. L’édifice a même servi de cachette à un prêtre pendant la Révolution. Aujourd’hui, il abrite la mairie d’Olivet.
Pendant la Révolution française, Olivet est un lieu central de la résistance royaliste menée par Jean Chouan. En 1792, il y réunit des paysans et ouvriers locaux pour s’opposer aux recrutements militaires. Le bois de Misedon devient leur refuge. Plusieurs affrontements ont lieu dans la région contre les soldats républicains. Jean Chouan y trouve la mort en 1794, après avoir été blessé lors d’un combat.
En 1874, conjointement avec La Brûlatte, la commune d’Olivet cède une partie de son territoire, ce qui permet l'érection en commune de Port-Brillet.
En 1891, l’église Saint-Laurent est construite  entre le cœur du village d’Olivet et le prieuré. Cette église de style néo-roman se distingue par sa belle façade en granit, son clocher orné et ses vitraux colorés qui éclairent le chœur.
Le 12 novembre 1965, Olivet rejoint le SIVOM du Pays de Loiron, puis district du Pays de Loiron en 1991, transformé en communauté de communes en 2000. Le 1er janvier 2019, Olivet rejoint la communauté d’agglomération de Laval, appelée Laval Agglo.

## Politique et administration
| Période       | Période      | Identité                  | Étiquette | Qualité                                |
| ------------- | ------------ | ------------------------- | --------- | -------------------------------------- |
|               |              |                           |           |                                        |
|               |              | Constant Paillard-Ducléré | Libéral   | député de la Mayenne                   |
| 1857          |              | Auguste Logeais           |           | comptable                              |
| novembre 1944 | mai 1945     | Camille Aubin             |           |                                        |
| mai 1945      | octobre 1947 | Charles Chevallier        |           |                                        |
| octobre 1947  | mars 1974    | Étienne Chevallier        |           |                                        |
| mars 1974     | mars 1989    | Camille Aubin             |           |                                        |
| mars 1989     | octobre 1991 | Françoise Portebœuf       |           |                                        |
| octobre 1991  | mars 2008    | Pierre Menn               | SE        | Professeur                             |
| mars 2008     | mai 2020     | Noëlle Illien             | SE        | Agent de développement social à la CAF |
| mai 2020      | En cours     | Éric Morand               | SE        | Gérant de chambres d’hôtes             |

## Population et société

### Démographie
L'évolution du nombre d'habitants est connue à travers les recensements de la population effectués dans la commune depuis 1793. Pour les communes de moins de 10 000 habitants, une enquête de recensement portant sur toute la population est réalisée tous les cinq ans, les populations de référence des années intermédiaires étant quant à elles estimées par interpolation ou extrapolation. Pour la commune, le premier recensement exhaustif entrant dans le cadre du nouveau dispositif a été réalisé en 2005.

En 2022, la commune comptait 406 habitants, en évolution de −2,64 % par rapport à 2016 (Mayenne : −0,73 %, France hors Mayotte : +2,11 %).
| 1793  | 1800 | 1806  | 1821  | 1831  | 1836  | 1841  | 1846  | 1851  |
| ----- | ---- | ----- | ----- | ----- | ----- | ----- | ----- | ----- |
| 1 161 | 987  | 1 133 | 1 222 | 1 264 | 1 222 | 1 225 | 1 348 | 1 362 |

| 1856  | 1861  | 1866  | 1872  | 1876 | 1881 | 1886 | 1891 | 1896 |
| ----- | ----- | ----- | ----- | ---- | ---- | ---- | ---- | ---- |
| 1 336 | 1 254 | 1 237 | 1 120 | 487  | 483  | 457  | 471  | 447  |

| 1901 | 1906 | 1911 | 1921 | 1926 | 1931 | 1936 | 1946 | 1954 |
| ---- | ---- | ---- | ---- | ---- | ---- | ---- | ---- | ---- |
| 480  | 465  | 490  | 410  | 409  | 375  | 330  | 336  | 339  |

| 1962 | 1968 | 1975 | 1982 | 1990 | 1999 | 2005 | 2006 | 2010 |
| ---- | ---- | ---- | ---- | ---- | ---- | ---- | ---- | ---- |
| 368  | 364  | 337  | 403  | 397  | 381  | 433  | 427  | 425  |

| 2015 | 2020 | 2022 | - | - | - | - | - | - |
| ---- | ---- | ---- | - | - | - | - | - | - |
| 417  | 412  | 406  | - | - | - | - | - | - |

### Manifestations culturelles et festivités
Chaque année est organisé le Trail des Chouans, de 12 km dans un circuit nature entre Olivet et l'abbaye de Clairmont. Une randonnée emprunte le même circuit que les Traileurs.[réf. nécessaire]
L'association La Voix de Garage assure d’une part l’ouverture du bar associatif d’Olivet une fois par semaine le vendredi soir et d’autre part organise de nombreux concerts, rencontre d’artistes et d’humoristes, soirées d’échanges à thème, principalement au printemps et pendant l’été. Elle occupe un ancien garage

### Sports
La Randonnée des Chouans consiste en un trajet de 11,1 km de randonnée pédestre en boucle au départ de la mairie d’Olivet qui conduit jusqu’au Genest-Saint-Isle. Ce circuit emprunte des chemins creux que Jean Chouan avait l'habitude d'arpenter avec ses hommes.

## Économie
La commune dispose de chambres d'hôtes.
Plusieurs entrepreneurs sont sur le territoire.

## Culture locale et patrimoine

### Lieux et monuments
- Abbaye de Clermont ;
- Château d'Olivet ;
- Moitié est du bois de Misedon ;
- Étang ;
- Ancien prieuré ;
- Église Saint-Laurent ;
- Maisons de tisserands.

### Patrimoine naturel
L’étang d’Olivet, situé dans un cadre naturel préservé, a été creusé à l’origine pour faire fonctionner un moulin[réf. nécessaire]. À chaque vidange, on peut y voir une ancienne voie romaine[réf. nécessaire].

### Personnalités liées à la commune
- François de Laval (1498–1554), seigneur d'Olivet, évêque ;
- Jean Chouan (1757 – 1794 à Olivet), un des chefs de l'insurrection contre-révolutionnaire et royaliste en Mayenne ;
- Constant Paillard-Ducléré (1776–1839), homme politique, maître de forge, maire de la commune, député de la Mayenne ;
- Jean-Baptiste Messager (1812-1885), artiste-peintre et dessinateur, a habité à Olivet ;
- Auguste Logeais (1813-1881), homme politique et homme de lettres, maire de la commune ;

### Héraldique
Olivet n'a pas de blason officiel reconnu par les autorités héraldiques. Cependant, plusieurs familles ayant des liens historiques avec Olivet possèdent des armoiries. Par exemple, la famille Breteau, originaire de Bourgneuf, est représentée par des armoiries : «  De sable à une épée d’or, posée en bande. ».
Il est également à noter que la commune d'Olivet a été associée à la famille de Laval, notamment à travers la construction du château d'Olivet au IXe siècle, qui fut détruit par les Anglais en 1428 . Cette connexion historique avec la famille de Laval pourrait suggérer une influence sur les armoiries locales, bien qu'aucun blason officiel n'ait été adopté.